# 小帕內夫河
50°43′06″N 17°52′38″E / 50.71833°N 17.87722°E

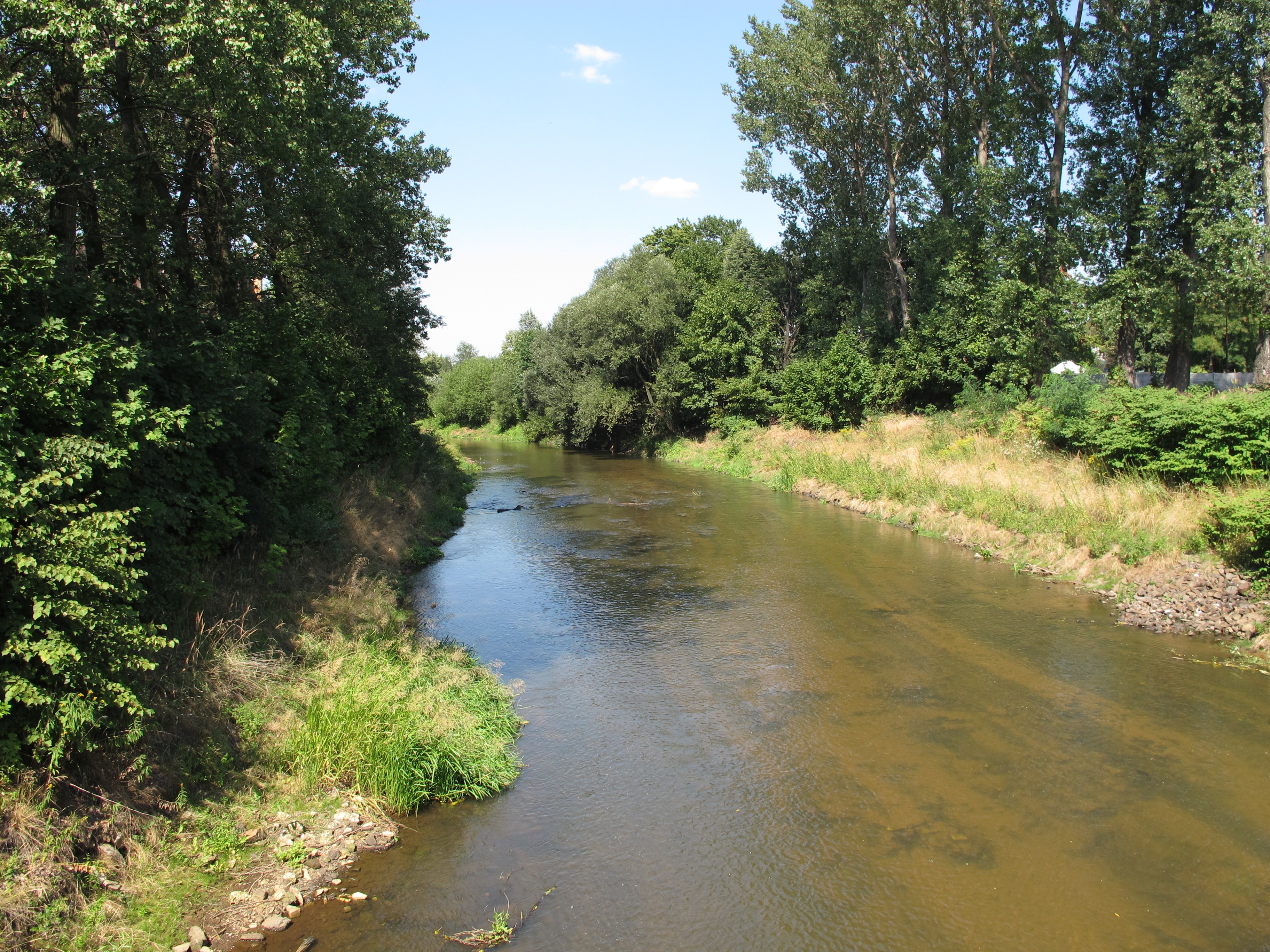

小帕內夫河是波蘭的河流，位於該國西南部，流經西里西亞省和奧波萊省，屬於奧得河的右支流，河道全長132公里，流域面積2,132平方公里。